# Центральный научно-исследовательский текстильный институт
Центральный научно-исследовательский текстильный институт (ЦНИТИ) — отраслевой научно-исследовательский институт текстильной промышленности, а в период 1935-1986 гг. самой крупной текстильной отрасли —  хлопчатобумажной промышленности.

## История
Организован 22 сентября 1927 года приказом ВСНХ СССР №1157 как Центральный научно-исследовательский институт текстильной промышленности (ЦНИТИ). Первым директором института был назначен зам. начальника Главтекстиля, член коллегии НТУ ВСНХ СССР М. Л. Никифоров.
Изначально институт располагался в помещениях Московского текстильного института.
За 1927-1935 годы в ЦНИТИ была создана техническая база и методические основы для проведения научных исследований и испытаний материалов, заложена основа отечественной научной школы учёных-текстильщиков. 

В 1935 году на базе лабораторий института был создан ряд профильных институтов по отраслям текстильной промышленности: 
1. Научно-исследовательский институт шерстяной промышленности
2. Научно-исследовательский институт льняной промышленности
3. Центральная научно-исследовательская лаборатория шелковой промышленности
4. Центральная научно-исследовательская лаборатория трикотажной промышленности
5. Ленинградский научно-исследовательский институт текстильной промышленности
6. Серпуховский научно-исследовательский институт нетканых материалов

С 1935 года непосредственно за ЦНИТИ остались научные исследования и разработки в интересах самой крупной текстильной отрасли - хлопчатобумажной промышленности, и ЦНИТИ был реорганизован в Центральный научно-исследовательский институт хлопчатобумажной промышленности (ЦНИХБИ).
В годы Великой Отечественной войны институт находился в эвакуации в г. Костроме, не прекращая исследований. Так в 1942 году химик-текстильщик А.А. Копьёв и инженер-химик института Э.А. Блехман (совместно с профессором МХТИ имени Д. И. Менделеева З.А.Роговиным) за разработку метода получения огнестойких и водоустойчивых тканей удостоены Сталинской премии.
В 1952 году Сталинской премией за автоматизацию процессов текстильного производства был отмечена группа из восьми учёных, в том числе трое сотрудников института.
В 1978 году за большой вклад в развитие текстильной промышленности ЦНИХБИ награждён Орденом Трудового Красного Знамени. 
1986 год Постановлением Совета Министров СССР на базе института был создан Межотраслевой научно-технический комплекс «Текстиль» (один из 22 подобных комплексов в СССР) в работах которого участвовало 80 организаций и предприятий разных отраслей промышленности. 

### Новейшая история
В 1990-х годах текстильная промышленность испытала резкое падение объемов производства. Институт лишился экспериментальных баз, резко упал объем финансирования НИОКР. 
Но с 1999 года разработки и потенциал института стали востребованы. Институту была возвращена его экспериментальная база — Московский опытный завод «Текстильприбор».
В 2006 году участники работ по созданию и освоению в промышленности конкурентоспособного ассортимента, в числе которых были четверо сотрудников института, удостоены Премии Правительства Российской Федерации в области науки и техники.
В 2010 году ЦНИХБИ переименовано в «Центральный научно-исследовательский текстильный институт» (ЦНИТИ), с преобразованием из ФГУП в ОАО.
В 2013 году на основе ЦНИТИ, с участием ещё пяти научных институтов, создан Инновационный научно-производственный центр текстильной и легкой промышленности (ИНПЦ ТЛП).

## Деятельность
Институт занимался изысканием и освоением новых видов сырья, разработкой методов его рационального использования, созданием технологических процессов и оборудования для текстильной промышленности, разработкой методов конструирования новых сортов тканей.
В послевоенное время институт также вёл работы по созданию образцов отечественного оборудования для прядильного, ткацкого и отделочного производства. Институтом были разработаны не имеющие зарубежных аналогов крутильная и роторная прядильные машины, многозевная ткацкая машина.
Институтом были созданы ионообменные текстильные материалы для изготовления фильтров газоочистки, защитной спецодежды и текстильных противогазов.
За время работы получено более полутора тысяч охранных документов на изобретения, полезные модели, промышленные образцы, товарные знаки в 24 странах мира. Интеллектуальная собственность института составляет 45 патентов.